# Jane Gylling
Jane Hilda Charlotta Gylling, född 6 april 1902 i Visby, död 10 mars 1961 i Göteborg, var en svensk simmare som simmade för SK Najaden.
Hon blev olympisk bronsmedaljör i Antwerpen 1920, då hon simmade stafetten på 100 m frisim. tillsammans med Aina Berg, Emy Machnow och Carin Nilsson.
Gylling är begravd på Örgryte nya kyrkogård.